# Старіченко Олександр Гаврилович
Олександр Гаврилович Старіченко (Стариченко) (20 червня 1947, смт Старомихайлівка, тепер Мар'їнського району Донецької області — 25 червня 2010, Донецька область) — український діяч, директор радгоспу «Красная звезда» Костянтинівського району Донецької області. Народний депутат України 1-го скликання.

## Біографія
Народився у родині робітників.
Закінчив Харківський сільськогосподарський інститут імені Докучаєва, агроном-економіст.
У 1971—1985 роках — головний економіст радгоспу; завідувач відділу «Донецьплодовочпрому» Донецької області.
Член КПРС.
З 1985 року — директор радгоспу «Красная звезда» Костянтинівського району Донецької області.
18.03.1990 року обраний народним депутатом України, 2-й тур, 51,07 % голосів, 8 претендентів. Входив до групи «Земля і воля». Член Комісії ВР України з питань планування, бюджету, фінансів і цін.
З 1996 року — голова правління колективного сільськогосподарського підприємства «Червона зірка» Костянтинівського району Донецької області.